# Your Decision
Your Decision – ballada rockowa amerykańskiego zespołu muzycznego Alice in Chains, wydana jako trzeci singel promujący album studyjny Black Gives Way to Blue, opublikowany we wrześniu 2009. Premiera nastąpiła 16 listopada w Wielkiej Brytanii. Na terenie Stanów Zjednoczonych singel wydany został 1 grudnia. Autorem tekstu i kompozytorem jest Jerry Cantrell. Kompozycja zamieszczona została na czwartej pozycji. Czas trwania wynosi 4 minuty i 43 sekundy, co sprawia, że należy do jednego z dłuższych utworów wchodzących w skład płyty.

## Znaczenie tekstu, budowa utworu
William DuVall w wywiadzie zamieszczonym w reportażu z planu zdjęciowego do teledysku stwierdził, że warstwa liryczna autorstwa Cantrella, opowiada o życiu w bólu i podejmowaniu właściwych decyzji. „Konsekwencje (…) To twoja decyzja. Śpisz w łóżku (…) rzeczy dzieją się i to jest po prostu zabawne, jak jeden mały skręt w lewo bądź w prawo może całkowicie odebrać ci równowagę, która może być tak dziwaczna i nieprzewidywalna”. Caren Gibson na łamach „Metal Hammer” tekst interpretuje jako „akustyczny lament o wyborze niewłaściwej drogi życiowej”. Jon Pareles z „The New York Times” zwraca uwagę, że wers: „No one plans to take the path that brings you lower/And here you stand before us all and say it’s over”, w sposób bezpośredni odnosi się do osoby Layne’a Staleya, który nie potrafił uporać się z wieloletnim nałogiem narkotykowym.
Utwór rozpoczyna się od akustycznego wstępu gitary DuValla, do którego po chwili dołącza wokal Cantrella. Wraz z pojawieniem się sekcji rytmicznej, muzyk odgrywa partię gitary prowadzącej, która przy akompaniamencie gitary akustycznej, wysuwa się na pierwszy plan. Po wykonaniu drugiej zwrotki, następuje krótkie solo gitarowe, które ciągnie się w tle podczas wykonywania trzeciej ze zwrotek. Swoim brzmieniem, stanowi nawiązanie do kompozycji z minialbumu Jar of Flies z 1994. Aranżacją partii smyczkowych zajął się Stevie Blacke. Utwór cechuje się harmonią wokalną Cantrella i DuValla, która słyszalna jest podczas zwrotek.

## Teledysk

### Produkcja i realizacja
Teledysk wyreżyserowany został przez Stephena Schustera. Premiera miała miejsce 1 grudnia w sklepie online iTunes Store. Zdjęcia realizowane były pod koniec października w Kalifornii. Za stylizację odpowiedzialny jest Cory Savage. Teledysk jest hołdem dla filmów w reżyserii Stanleya Kubricka – Lśnienie (1980) oraz Oczy szeroko zamknięte (1999). W wideoklipie ukazana jest scena będąca nawiązaniem do 1. Listu do Koryntian – udzielanie wytycznych co do jedzenia mięsa, które zostało złożone w ofierze bożkom.
W teledysku gościnnie wystąpiła uczestniczka trzeciego sezonu programu reality show Project Runway, modelka Amanda Fields. Na swoim blogu napisała: „To było tak zabawne i czułam się jakbym śniła – to miejsce było tak surrealistyczne! To był gigantyczny dom między Santa Monica i Malibu off Pacific Coast Highway. Wyglądasz przez okno i widzisz piękny niebieski Pacyfik”.
Fabuła wideoklipu przedstawia członków zespołu ubranych w garnitury, grających utwór na uroczystości w dużej sali balowej. Część narracji filmowana jest z perspektywy pierwszej osoby. Główny bohater zostaje zaproszony na przyjęcie, gdzie wraz z kobietą (graną przez Fields), obserwuje wiele dziwnych i niejasnych praktyk seksualnych w pokojach na pierwszym piętrze. Wchodzą razem do pokoju mieszczącym się w końcu korytarza, gdzie kobieta zaczyna się rozbierać, lecz bohater zostaje wyrzucony przez łysego mężczyznę. Okazuje się, że goście uroczystości odpowiadają różnym numerom w menu dla grupy starszych mężczyzn, spożywających ludzkie mięso w tylnym pokoju; serce protagonisty jest w ostatniej scenie konsumowane przez kobietę. James Montgomery z MTV przyznał, że teledysk jest „mroczny, zrobiony w stylu Kubricka, pełen zwrotów akcji”.

### Make Your Decision
W lutym 2010 zespół nawiązał umowę z Popcult przy współpracy z niezależnym wydawcą komiksów, firmą Devil’s Due Comics. Grupa zorganizowała konkurs dla fanów, polegający na dopisywaniu dalszej części fabuły teledysku. W jednym z wywiadów Sean Kinney przyznał: „Początkowo, kiedy robiliśmy wideoklip, mieliśmy kilka różnych wariantów zakończeń dla niego, lecz te wszystkie ograniczenia czasowe i inne rzeczy spowodowały, że nie zdążyliśmy. Więc teraz mamy zamiar dać ludziom tę historię, aby mogli dopisać własne zakończenia”. Najciekawsze propozycje były wybierane, a następnie prezentowane w postaci 5-rozdziałowego komiksu Make Your Decision, który publikowany był w formacie pdf. Najlepsza praca została wybrana przez członków zespołu. Zwycięzca otrzymał możliwość obejrzenia koncertu grupy w klubie Terminal 5 w Nowym Jorku 9 marca, a także spotkać się za kulisami z muzykami. Otrzymał także limitowaną edycję litografii podpisanej przez członków grupy.

## Wydanie
Premiera singla na terenie Wielkiej Brytanii odbyła się 16 listopada. W Stanach Zjednoczonych „Your Decision” opublikowany został 1 grudnia. 10 kwietnia 2010 utwór osiągnął 4. lokatę Alternative Songs, utrzymując się w zestawieniu przez dwadzieścia dwa tygodnie. 6 marca dotarł do 57. pozycji Billboard Canadian Hot 100. 3 kwietnia singel odnotował 83. lokatę Billboard Hot 100 Airplay. „Your Decision” dotarł do najwyższej pozycji Billboard Hot Rock Songs, dzięki czemu Alice in Chains stał się pierwszym wykonawcą, któremu udało się dwa razy z rzędu zdobyć najwyższą lokatę tego zestawienia. Utwór odnotował 9. pozycję Bubbling Under Hot 100 Singles. 27 lutego kompozycja osiągnęła 1. miejsce Mainstream Rock Songs, pozostając w zestawieniu przez dwadzieścia dziewięć tygodni. Singel przez ponad trzydzieści tygodni notowany był na liście przebojów Programu Trzeciego, gdzie trzykrotnie osiągał pozycję 1.

## Odbiór

### Krytyka

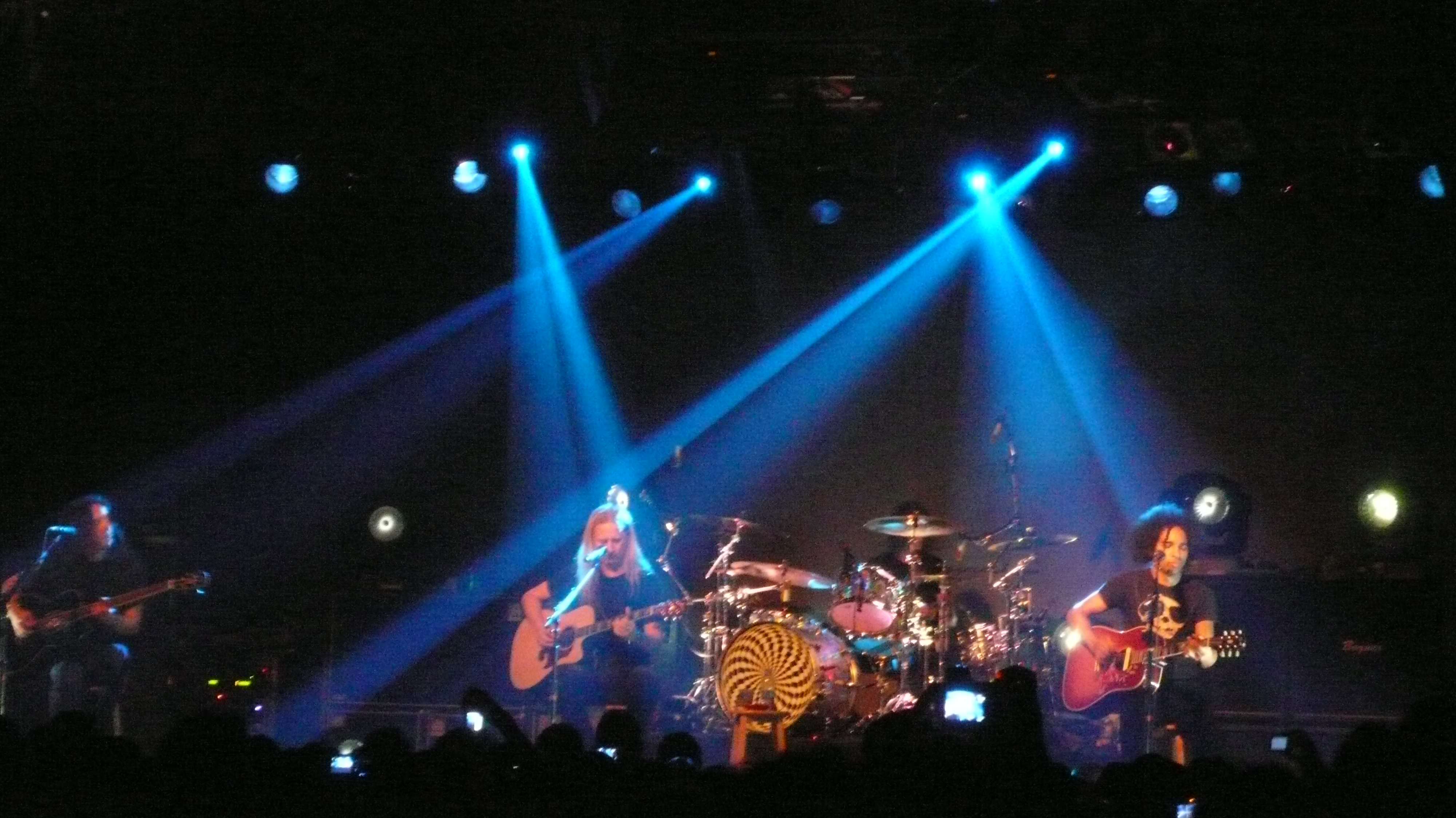
„Your Decision” częstokrotnie wykonywany jest na koncertach zespołu

Ryan Ogle z wortalu Blabbermouth.net podkreśla, że kompozycja „Your Decision” swoim brzmieniem przypomina nieco soulowy klimat, a zmienne partie wokalne Cantrella i DuValla, przywołują na myśl dawniejsze harmonie Staleya z Cantrellem. Sarah Rodman z dziennika „The Boston Globe” opisuje utwór jako „hałaśliwe akustyczne kołysanie”. Siân Llewellyn z brytyjskiego „Classic Rock” podkreśla, że kompozycja „zbudowana jest wokół dużych akustycznych akordów, brzmi tak jak można by sądzić, większość kompozycji z Jar of Flies”. Matt Melis z Consequence of Sound napisał: „«Your Decision» jest budowana wokół wspaniałej części gitary akustycznej i wokalu prowadzącego Cantrella, co może być najlepszym momentem na albumie”. Steve Beebee z „Kerrang!” utwór określa mianem „hipnotyzującego”.

### Media
W 2009 kompozycja wykorzystana została w jednym z odcinków serialu CSI: Kryminalne zagadki Las Vegas. 12 stycznia 2010 „Your Decision” wydany został jako zawartość do pobrania dla muzycznej gry Rock Band na platformy Xbox 360, Wii i PlayStation 3 jako część zestawu, obejmującego także inne kompozycje z repertuaru zespołu – „We Die Young”, „Grind”, „Heaven Beside You” i „Last of My Kind”.

## Utwór na koncertach
Premiera akustycznej wersji utworu odbyła się 14 lipca w Ricardo Montalbán Theatre na terenie Los Angeles, podczas krótkiego, przedpremierowego koncertu, w trakcie którego muzycy wykonali także „Black Gives Way to Blue” i „Down in a Hole”. „Your Decision” częstokrotnie prezentowany jest na występach zespołu.

## Lista utworów na singlu
singel CD (509994 58692 2 8):
| Nr | Tytuł utworu    | Autorzy        | Długość |
| -- | --------------- | -------------- | ------- |
| 1. | „Your Decision” | Jerry Cantrell | 4:43    |

singel CD (509994 58606 2 1):
| Nr | Tytuł utworu                     | Autorzy  | Długość |
| -- | -------------------------------- | -------- | ------- |
| 1. | „Your Decision” (wersja radiowa) | Cantrell | 4:00    |
| 2. | „Your Decision”                  | Cantrell | 4:43    |
|    |                                  |          | 8:43    |

## Twórcy
Opracowano na podstawie materiału źródłowego:
Alice in Chains
- William DuVall – gitara akustyczna, gitara rytmiczna, wokal wspierający
- Jerry Cantrell – śpiew, gitara akustyczna, gitara prowadząca
- Mike Inez – gitara basowa
- Sean Kinney – perkusja

Produkcja
- Producent muzyczny: Nick Raskulinecz
- Inżynier dźwięku: Nick Raskulinecz, Paul Figueroa
- Mastering: Ted Jensen w Sterling Sound, Nowy Jork
- Miksowanie: Randy Staub w Henson Recording Studios, Los Angeles i The Warehouse Studio, Vancouver
- Aranżacja smyczków: Stevie Blacke

- Aranżacja: Jerry Cantrell
- Tekst utworu: Jerry Cantrell

## Notowania
| Lista (2009–2010)                                  | Pozycja |
| -------------------------------------------------- | ------- |
| Alternative Songs (Stany Zjednoczone)              | 4       |
| Billboard Canadian Hot 100 (Stany Zjednoczone)     | 57      |
| Billboard Hot 100 Airplay (Stany Zjednoczone)      | 83      |
| Billboard Hot Rock Songs (Stany Zjednoczone)       | 1       |
| Bubbling Under Hot 100 Singles (Stany Zjednoczone) | 9       |
| Lista przebojów Programu Trzeciego (Polska)        | 1       |
| Mainstream Rock Songs (Stany Zjednoczone)          | 1       |

### Notowania końcoworoczne
| Lista (2010)                                 | Pozycja |
| -------------------------------------------- | ------- |
| Billboard Hot Rock Songs (Stany Zjednoczone) | 8       |